# Daniele Bracciali
Daniele Bracciali (* 10. Januar 1978 in Arezzo) ist ein ehemaliger italienischer Tennisspieler.

## Karriere
Bracciali war von 1993 bis 1996 ein erfolgreicher Spieler auf der ITF Junior Tour, wo er im Einzel Rang 5 und im Doppel Rang 3 erreichte. Auf Grand-Slam-Ebene erzielte er im Einzel mit dem Viertelfinale bei den Australian Open 1995 sein bestes Resultat, während er im Doppel die Titel bei den Australian Open und in Wimbledon 1996 gewann sowie im selben Jahr das Endspiel der US Open erreichte.
Bracciali spielte ab 1995 Turniere der Profis. Im Jahr 2006 gewann er sein erstes ATP-Tour-Event. Im Finale des Sandplatzturniers in Casablanca besiegte er Nicolás Massú deutlich mit 6:1 und 6:4. Bei Grand-Slam-Turnieren konnte Bracciali im Einzel fünf Partien gewinnen, vier in Wimbledon und eine bei den Australian Open. Sein bestes Abschneiden erzielte er 1998 in Wimbledon, als er dort die dritte Runde erreichte; 2005 besiegte er dort in der ersten Runde Ivo Karlović in fünf Sätzen – trotz des Weltrekords von 51 Assen, den Karlović damals aufstellte. 2006 stand Bracciali auf Rang 49 der Weltrangliste, seiner besten Platzierung.
In den späteren Jahren seiner Karriere entwickelte sich Bracciali zu einem Doppelspezialisten. 2012 war er der bestplatzierte Italiener in der Doppel-Weltrangliste. Er gewann mit fünf verschiedenen Partnern sechs Turniere. Mit seinem Doppelpartner Potito Starace erreichte Bracciali 2012 bei den French Open das Halbfinale, in dem sie gegen die Topgesetzten Maks Mirny und Daniel Nestor mit 3:6 und 4:6 verloren. Wenig später stand Bracciali auf Rang 21 der Doppel-Rangliste.
Am 7. August 2015 wurde er vom Gericht des italienischen Tennisverbandes mit einer lebenslangen Sperre und einer Geldstrafe über 40.000 Euro belegt. Er und Potito Starace wurden von der Tennis Integrity Unit der Spielmanipulation für schuldig befunden. Letztlich wurden sie von einem italienischen Gericht freigesprochen, sodass sie ab Mitte 2017 wieder an Turnieren teilnahmen. Beide Spieler wollten zudem eine Entschädigung fordern. Ende 2018 bekräftigte die TIU jedoch den ursprünglichen Schuldspruch, sperrte Bracciali lebenslang und verurteilte ihn zudem zu einer Geldstrafe von 250.000 US-Dollar. Das ab 2017 erspielte Preisgeld musste zudem zurückerstattet werden.

## Erfolge
| Legende (Anzahl der Siege)  |
| Grand Slam                  |
| ATP World Tour Finals       |
| ATP World Tour Masters 1000 |
| ATP World Tour 500          |
| ATP World Tour 250 (7)      |
| ATP Challenger Tour (30)    |

| ATP-Titel nach Belag |
| Hartplatz (2)        |
| Sand (4)             |
| Rasen (1)            |

### Einzel

#### Turniersiege

##### ATP World Tour
| Nr. | Datum          | Turnier    | Belag | Finalgegner   | Ergebnis |
| --- | -------------- | ---------- | ----- | ------------- | -------- |
| 1.  | 24. April 2006 | Casablanca | Sand  | Nicolás Massú | 6:1, 6:4 |

##### ATP Challenger Tour
| Nr. | Datum           | Turnier       | Belag     | Finalgegner        | Ergebnis         |
| --- | --------------- | ------------- | --------- | ------------------ | ---------------- |
| 1.  | 4. Oktober 1998 | Olbia         | Hartplatz | Eyal Ran           | 7:6, 6:4         |
| 2.  | 27. Juli 2003   | Recanati      | Hartplatz | Massimo Dell’Acqua | 7:60, 6:3        |
| 3.  | 11. Juli 2004   | San Benedetto | Sand      | Cristian Villagrán | 7:63, 6:1        |
| 4.  | 5. Juni 2005    | Surbiton      | Rasen     | Ivo Karlović       | 6:70, 7:65, 7:64 |
| 5.  | 17. Juli 2005   | Manchester    | Rasen     | Igor Zelenay       | 6:4, 6:4         |

### Doppel

#### Turniersiege

##### ATP World Tour
| Nr. | Datum              | Turnier          | Belag         | Partner            | Finalgegner                           | Ergebnis          |
| --- | ------------------ | ---------------- | ------------- | ------------------ | ------------------------------------- | ----------------- |
| 1.  | 15. Februar 2005   | Mailand          | Hartplatz (i) | Giorgio Galimberti | Jean-François Bachelot Arnaud Clément | 6:78, 7:66, 6:4   |
| 2.  | 31. Oktober 2010   | St. Petersburg   | Hartplatz (i) | Potito Starace     | Rohan Bopanna Aisam-ul-Haq Qureshi    | 7:66, 7:65        |
| 3.  | 18. Juni 2011      | ’s-Hertogenbosch | Rasen         | František Čermák   | Robert Lindstedt Horia Tecău          | 6:3, 2:6, [10:8]  |
| 4.  | 6. August 2011     | Kitzbühel        | Sand          | Santiago González  | Franco Ferreiro André Sá              | 7:61, 4:6, [11:9] |
| 5.  | 24. September 2011 | Bukarest         | Sand          | Potito Starace     | Julian Knowle David Marrero           | 3:6, 6:4, [10:8]  |
| 6.  | 29. Juli 2018      | Gstaad           | Sand          | Matteo Berrettini  | Denys Moltschanow Igor Zelenay        | 7:62, 7:65        |

##### ATP Challenger Tour
| Nr. | Datum              | Turnier           | Belag         | Partner               | Finalgegner                             | Ergebnis          |
| --- | ------------------ | ----------------- | ------------- | --------------------- | --------------------------------------- | ----------------- |
| 1.  | 5. August 2000     | Wrexham (1)       | Hartplatz     | Aisam-ul-Haq Qureshi  | Miles Maclagan Andrew Richardson        | 6:4, 6:2          |
| 2.  | 9. September 2001  | Brindisi          | Sand          | Giorgio Galimberti    | Cristian Brandi Uros Vico               | 2:6, 7:65, 7:63   |
| 3.  | 14. April 2002     | Sanremo (1)       | Sand          | Giorgio Galimberti    | Cristian Brandi Renzo Furlan            | 6:3, 6:4          |
| 4.  | 2. März 2003       | Wrexham (2)       | Hartplatz (i) | Federico Luzzi        | Yves Allegro Wesley Moodie              | kampflos          |
| 5.  | 13. April 2003     | Sanremo (2)       | Sand          | Amir Hadad            | Juan Balcells Juan Albert Viloca        | 6:2, 6:4          |
| 6.  | 7. September 2003  | Genua (1)         | Sand          | Vincenzo Santopadre   | Daniele Giorgini Potito Starace         | 6:3, 6:2          |
| 7.  | 18. April 2004     | Olbia             | Sand          | Giorgio Galimberti    | Hermes Gamonal Ignacio González King    | 6:3, 6:4          |
| 8.  | 16. Mai 2004       | Sanremo (3)       | Sand          | Giorgio Galimberti    | Manuel Jorquera Diego Moyano            | 4:6, 7:66, 6:2    |
| 9.  | 4. Juli 2004       | Mantua            | Sand          | Giorgio Galimberti    | Flavio Cipolla Alessandro Motti         | 6:0, 6:4          |
| 10. | 11. Juli 2004      | San Benedetto     | Sand          | Giorgio Galimberti    | Andrés Dellatorre Nicolás Todero        | 6:4, 7:5          |
| 11. | 18. Juli 2004      | Rimini            | Sand          | Giorgio Galimberti    | Stefano Cobolli Vincenzo Santopadre     | kampflos          |
| 12. | 5. Dezember 2004   | Mailand II        | Teppich (i)   | Julian Knowle         | Jason Marshall Huntley Montgomery       | 6:3, 6:2          |
| 13. | 12. Februar 2006   | Bergamo           | Sand          | Giorgio Galimberti    | Christopher Kas Philipp Petzschner      | 7:5, 0:6, [13:11] |
| 14. | 20. Juni 2009      | Mailand I (1)     | Sand          | Yves Allegro          | Manuel Jorquera Francesco Piccari       | 6:4, 6:2          |
| 15. | 5. Juli 2009       | Turin             | Sand          | Potito Starace        | Santiago Giraldo Pere Riba              | 6:3, 6:4          |
| 16. | 12. September 2009 | Genua (2)         | Sand          | Alessandro Motti      | Amir Hadad Harel Levy                   | 6:4, 6:2          |
| 17. | 13. März 2010      | Rabat             | Sand          | Ilija Bozoljac        | Oleksandr Dolhopolow Dmitri Sitak       | 6:4, 6:4          |
| 18. | 10. April 2010     | Monza             | Sand          | David Marrero         | Martin Fischer Frederik Nielsen         | 6:3, 6:3          |
| 19. | 19. Juni 2010      | Mailand I (2)     | Sand          | Rubén Ramírez Hidalgo | Jamie Cerretani Jeff Coetzee            | 6:4, 7:5          |
| 20. | 8. August 2010     | San Marino        | Sand          | Lovro Zovko           | Yves Allegro Jamie Cerretani            | 2:6, 6:2, [10:5]  |
| 21. | 26. März 2011      | Caltanissetta (1) | Sand          | Simone Vagnozzi       | Daniele Giorgini Adrian Ungur           | 3:6, 7:62, [10:7] |
| 22. | 7. September 2013  | Genua (3)         | Sand          | Oliver Marach         | Marin Draganja Mate Pavić               | 6:3, 2:6, [11:9]  |
| 23. | 14. Juni 2014      | Caltanissetta (2) | Sand          | Potito Starace        | Pablo Carreño Busta Enrique López Pérez | 6:3, 6:3          |
| 24. | 6. September 2014  | Genua (4)         | Sand          | Potito Starace        | Frank Moser Alexander Satschko          | 6:3, 6:4          |
| 25. | 14. Juli 2018      | Perugia           | Sand          | Matteo Donati         | Tomislav Brkić Ante Pavić               | 6:3, 3:6, [10:7]  |

#### Finalteilnahmen
| Nr. | Datum            | Turnier       | Belag         | Partner            | Finalgegner                      | Ergebnis  |
| --- | ---------------- | ------------- | ------------- | ------------------ | -------------------------------- | --------- |
| 1.  | 15. Februar 2004 | Mailand       | Hartplatz (i) | Giorgio Galimberti | Jared Palmer Pavel Vízner        | 4:6, 4:6  |
| 2.  | 8. Januar 2011   | Doha          | Hartplatz     | Andreas Seppi      | Marc López Rafael Nadal          | 3:6, 6:74 |
| 3.  | 20. Oktober 2012 | Moskau        | Hartplatz (i) | Simone Bolelli     | František Čermák Michal Mertiňák | 5:7, 3:6  |
| 4.  | 16. Juni 2013    | Halle         | Rasen         | Jonathan Erlich    | Santiago González Scott Lipsky   | 2:6, 6:73 |
| 5.  | 2. August 2014   | Kitzbühel (1) | Sand          | Andrei Golubew     | Henri Kontinen Jarkko Nieminen   | 1:6, 4:6  |
| 6.  | 4. August 2018   | Kitzbühel (2) | Sand          | Federico Delbonis  | Roman Jebavý Andrés Molteni      | 2:6, 4:6  |